# Royal Bourbon (perro)

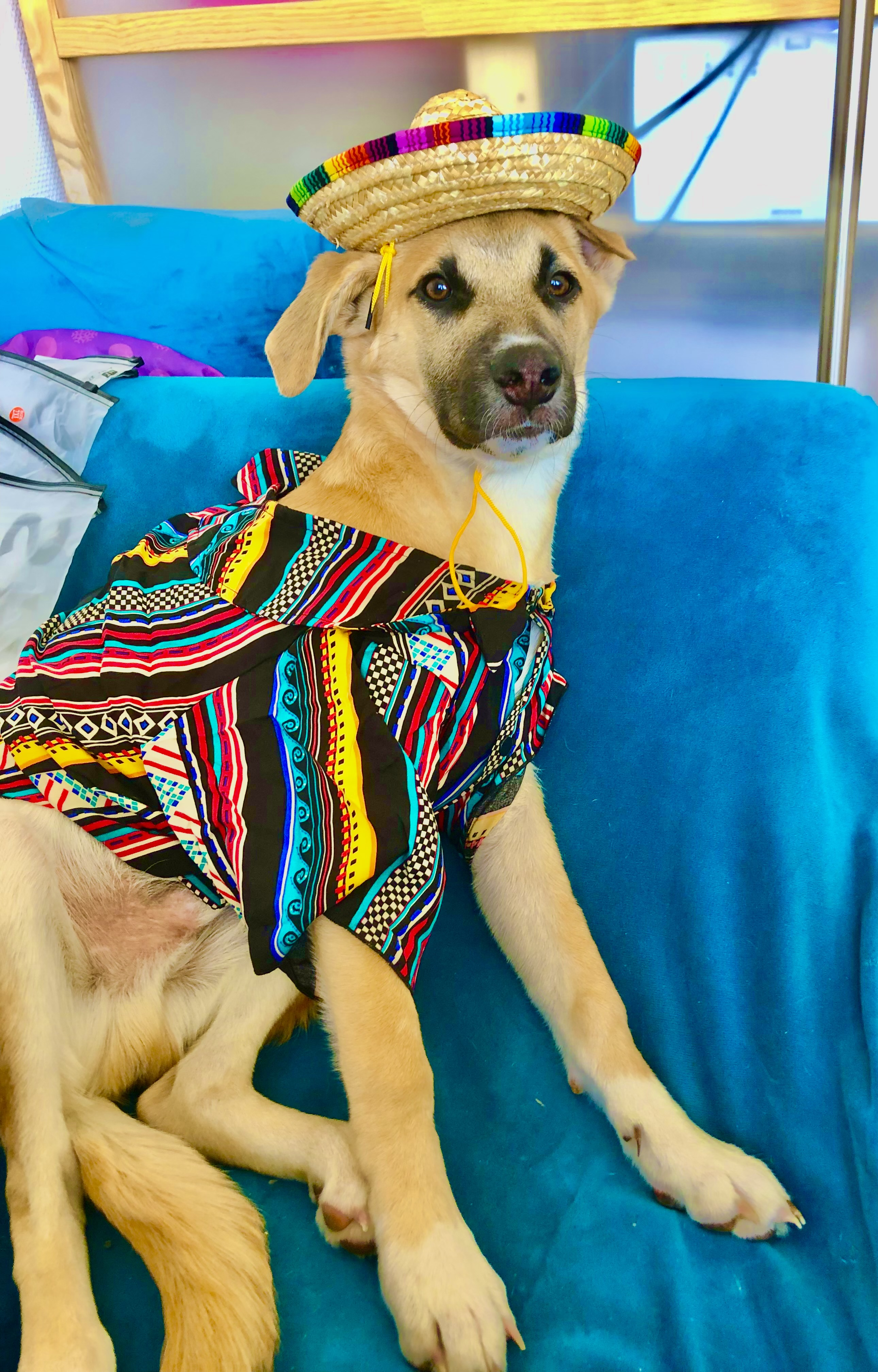

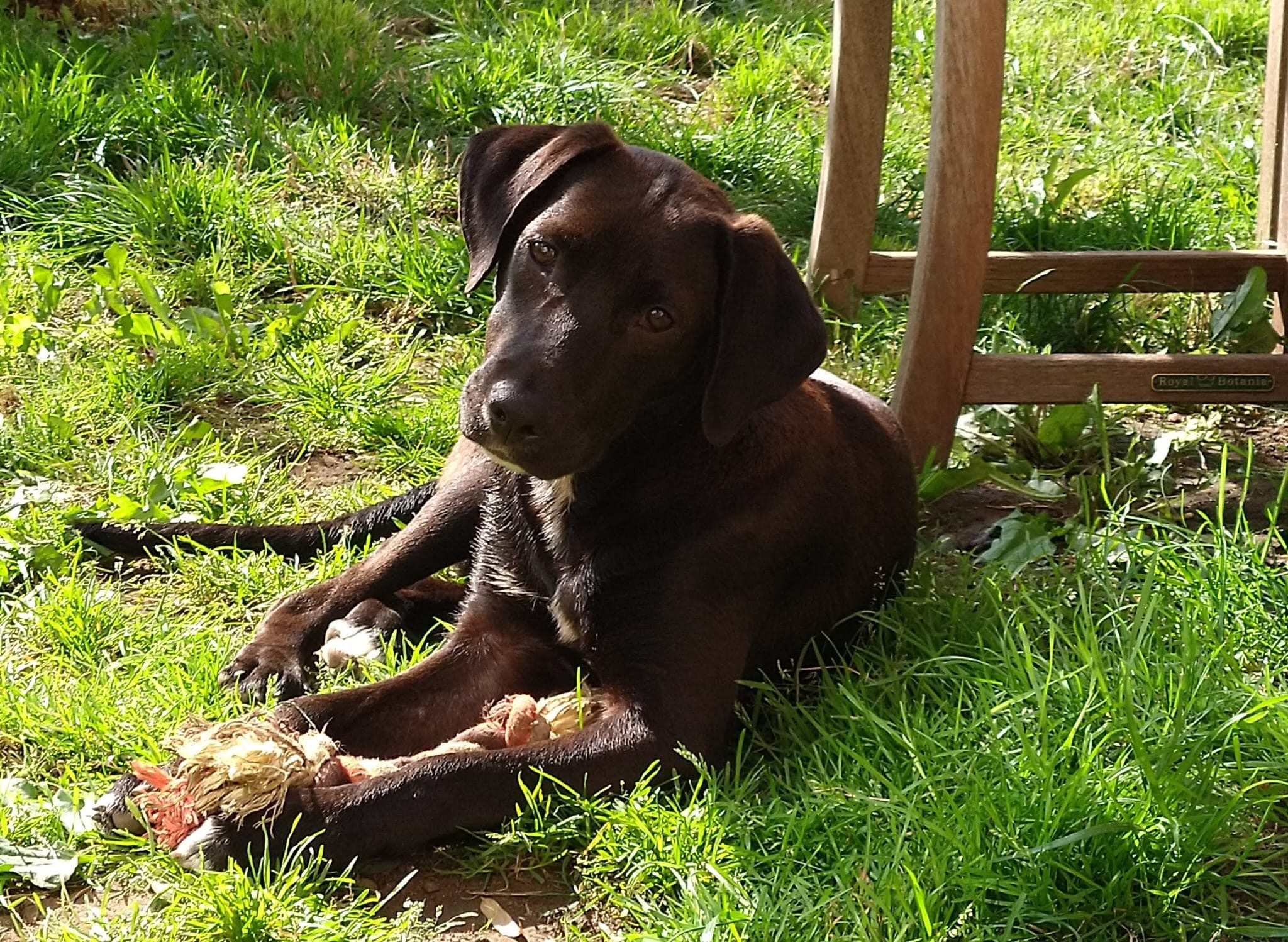
Un Royal Bourbon.

Royal Bourbon es el nombre que reciben los perros de la isla de La Reunión .

## Etimología
El Royal Bourbon no es un perro de pura raza. Su nombre proviene del antiguo nombre que recibía  la Reunión conocida en el pasado como la Isla Bourbon.

## Origen
El royal Bourbon probablemente  llegó a la Isla de la Reunión al mismo tiempo que los primeros habitantes. Sin embargo, presentan rasgos fisiológicos dominantes que destacan su afiliación con el continente africano, en particular con razas como el perro  Rhodesian Ridgeback como dejan suponer su pelaje corto, su porte elegante, musculoso o asimismo ciertos rasgos derivados del perro africanis también conocido como perro Bantú, Hottentot, Khoikhoi o Zulú. Asimismo se dice que son perros relacionados con los perros Pariah de la india o de la isla de Mauricio.

## Caracter
En general, el royal Bourbon es un perro de compañía excelente de buen carácter, equilibrado, obediente, afectuoso, y también “bon vivant” pues siempre está listo para el juego y la acción pero sin agresividad.

## Superpoblación
Debido a la superpoblación de perros en Reunión, miles de ellos son sacrificados  . Por otra parte, esta superpoblación provoca la hostilidad de algunos habitantes de la isla y regularmente los Royal Bourbon reales son víctimas de malos tratos. 